# Mansfield (Missouri)
Mansfield is een plaats (city) in de Amerikaanse staat Missouri, en valt bestuurlijk gezien onder Wright County.

## Demografie
Bij de volkstelling in 2000 werd het aantal inwoners vastgesteld op 1349.
In 2006 is het aantal inwoners door het United States Census Bureau geschat op 1358, een stijging van 9 (0,7%).

## Geografie
Volgens het United States Census Bureau beslaat de plaats een oppervlakte van
4,1 km², geheel bestaande uit land. Mansfield ligt op ongeveer 452 m boven zeeniveau.

## Plaatsen in de nabije omgeving
De onderstaande figuur toont nabijgelegen plaatsen in een straal van 28 km rond Mansfield.

## Bekende inwoners
Laura Ingalls Wilder (1867-1957), auteur van de bekende Het Kleine Huis kinderboeken woonde van 1894 tot haar dood in Mansfield, voornamelijk op Rocky Ridge Farm. Het huis is nu een museum over haar leven en werk. Haar dochter, de schrijfster en journaliste Rose Wilder Lane (1886-1968), bracht een deel van haar jeugd in Mansfield door en woonde er ook als volwassene van tijd tot tijd.